# Rincón Potrero
Rincón Potrero es una localidad argentina ubicada en el departamento La Capital de la provincia de Santa Fe. Se halla sobre la ruta provincial 1 en la margen izquierda del arroyo Potreros, próxima a la laguna Setúbal. Depende administrativamente de la comuna de Arroyo Leyes, de cuyo centro urbano dista unos 10 kilómetros al nordeste. Es considerada uno de los atractivos turísticos de la comuna.

## Población
Cuenta con 589 habitantes (Indec, 2010), lo que representa un incremento del 115% frente a los 274 habitantes (Indec, 2001) del censo anterior.
| Gráfica de evolución demográfica de Rincón Potrero entre 1991 y 2010 |
|                                                                      |
| Fuente: Censos nacionales del INDEC                                  |